# Flatosoma signoreti
Flatosoma signoreti är en insektsart som först beskrevs av Melichar 1901.  Flatosoma signoreti ingår i släktet Flatosoma och familjen Flatidae. Inga underarter finns listade i Catalogue of Life.